# Juan María Leonardi Villasmil
Monseñor Juan María Leonardi Villasmil (Boconó, estado Trujillo, Venezuela, 11 de febrero de 1947 - Maracaibo, estado Zulia, 7 de junio de 2014) fue un religioso católico venezolano, nombrado doctor honoris causa por la Universidad del Zulia en Falcón el 18 de septiembre de 2009.

## Su familia
Monseñor Leonardi era el segundo de seis hijos de una familia de profundas raíces cristianas, su padre Rómulo Leonardi, quien fallece, siendo apenas un adolescente Juan María (recién cursaba sus estudios de secundaria) el 20 de septiembre de 1964 y Ana Isabel Villasmil de Leonardi que nació el 15 de marzo de 1921. Doña Ana se dedicó a las labores del hogar levantando al mismo tiempo una familia unida al amor de Dios y fallece el 2 de agosto de 1995 con el orgullo de haberle visto ya ordenado obispo y dejando a sus demás hijos formados, tanto en lo profesional como realizados en lo familiar.

## Estudios
Monseñor Juan María, realizó sus estudios de escuela primaria en el colegio católico Monseñor Jauregui y luego la secundaria en el liceo Dalla Costa, ambos en su tierra natal, Boconó.
Los estudios superiores los realizó en la Universidad Central de Venezuela (UCV) desde el año 1965 hasta el año 1969, para luego culminarlos en la Universidad Católica Andrés Bello (UCAB), ambas universidades en la ciudad de Caracas. Se gradúa como licenciado en Administración Comercial en el año 1972.

Comenzó estudios en el Seminario San José de El Hatillo en Caracas, estudios que comienzan en septiembre de 1973 y culminan en 1976.
En el año 1976, luego del Seminario viaja a Roma a cursar estudios en la Pontificia Universidad Gregoriana para graduarse en básico de Teología (BACCALAREATUM). 
Su regreso a Venezuela le sirve para conformar el equipo directivo del Seminario Santa Rosa de Lima en la ciudad de Caracas. 
Vuelve por segunda vez a Roma en el año 1984 para cursar estudios e ingresa a la Pontificia Universidad Lateranense, en 1986 obtiene la Licenciatura en Teología Dogmática, mención Eclesiología.

## Participación en la Legión de María
En el año 1965, siendo laico, entra a formar parte de la Legión de María, asumiendo diferentes cargos en el transcurso de los años, algunos de ellos son: Peregrino de Cristo, Asistente secretario, tesorero asistente y luego vicepresidente del Senatus de la Legión en Venezuela, se retira para entrar en el Seminario en el año 1973.

## Funciones como sacerdote
En el año 1979 es ordenado sacerdote y de inmediato pasa a realizar las funciones encomendadas:
- Forma parte del Seminario Santa Rosa de Lima en Caracas desde el 1979 hasta 1982.
- Fue párroco de la Catedral en la diócesis de Trujillo.
- Director del Semanario Avance
- Párroco de San Rafael de Cuicas
- Encargado de la Candelaria de Chejendé
- Se le designó párroco de Pampanito en 1987

## Episcopado

### Obispo auxiliar de Mérida
El 29 de enero de 1994, el Papa Juan Pablo II lo nombró obispo titular de Lesvi y obispo auxiliar de la arquidiócesis de Mérida.

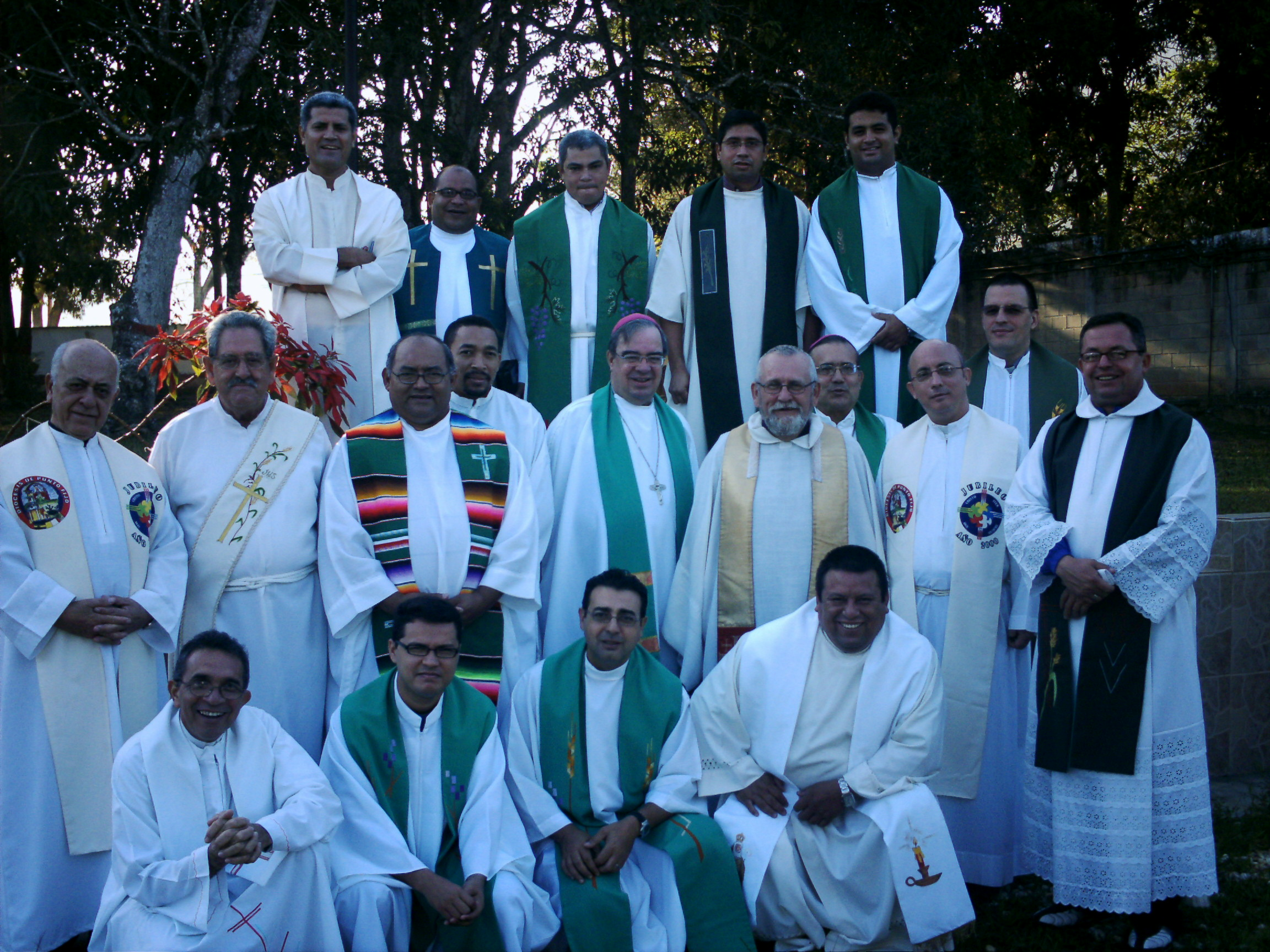
Monseñor Leonardi Villasmil junto a diáconos y sacerdotes de la diócesis.

Fue ordenado obispo por monseñor Baltazar Enrique Porras Cardozo, arzobispo metropolitano de Mérida. 
Los primeros concelebrantes, entre otros fueron, monseñor Miguel Antonio Salas, arzobispo emérito de Mérida y monseñor Vicente Hernández, obispo de Trujillo.

### Obispo de Punto Fijo
El 12 de julio de 1997, el Papa Juan Pablo II lo nombró I obispo de la diócesis de Punto Fijo, erigida por el Pontífice con la bula "AD MELIUS PROSPICIENDUM" (para mejor provecho) el mismo día. 
El día 30 de agosto del mismo año, toma posesión de la misma monseñor Juan María Leonardi, es recibido con júbilo por toda la comunidad católica, dichosa de ser ahora diócesis.
El nuncio apostólico en Venezuela declara la sede "impedida", y Roberto Lückert León, arzobispo de Coro, es designado como su administrador apostólico.

## Fallecimiento
S. E. Mons. Juan María Leonardi Villasmil falleció el 7 de junio de 2014, a los 67 años de edad, en Maracaibo.

## Reconocimientos
- El 24 de mayo de 2011 fue orador de orden del Consejo Legislativo del estado Falcón recibiendo la Orden Monseñor Francisco José Iturriza Guillén en su única clase de manos de la gobernadora Stella Lugo de Montilla.[3]

- La Universidad del Zulia, núcleo Punto Fijo, confiere al obispo de Punto Fijo la distinción Doctor honoris causa el 18 de septiembre de 2009 con motivo de la celebración de los 50 años de presencia del núcleo en la península de Paraguaná.[4] La Universidad decidió otorgar esta distinción por los treinta años de sacerdocio y por ser el primer obispo de Punto Fijo. Este nombramiento por parte de la Universidad solo ha sido otorgado a cuatro personalidades de la región; Guillermo de León Calles, Francisco Colina Jatar, Teodoro Pinto y a Monseñor Leonardi.